# Илијашка пјешадијска бригада
Илијашка бригада је била пјешадијска јединица Војске Републике Српске у саставу Сарајевско-романијског корпуса. 

## Састав
Састав бригаде је чинило од 3.150 до 6.350 бораца; погинуло је 531 бораца. По формирању бригаде у мају 1992. године, упућен је позив 4.476 војних обавезника српске националности са територије општине Илијаш. Делом због прилива избеглица из Високог, Брезе, Какња и других средњобосанских општина (од 13.000 протераних, 9.000 се населило у општини Илијаш), делом због прикључења неколико месних заједница које су се наслањале на Илијаш, људство бригаде је нагло порасло. Током 1993. године, састав бригаде се мења у зависности од потреба сарајевског ратишта, да би 1994. године бригада, тада на челу са Драганом Јосиповићем, добила чвршћи облик. Током те године, бригаде су чиниле следеће јединице:
| - Команда бригаде - Команда стана - Вод (чета) везе - Чета војне полиције - Извиђачки вод (чета) - Инжињеријски вод (чета) - Одјељење АБХО | - 1. Пб (пешадијски батаљон) – Илијаш - 2. Пб - Подлугови - 3. Пб – Љубнићи - 4. Пб – Илијаш Стари - 5. Пб – Семизовац - 6. Пб – Средње - 7. Пб – Нишићи - 8. Пб – Округлица | - МАД - мешовити артиљеријски дивизион - МПОАД - мешовити противоклопни артиљеријски дивизион - Ларб ПВО - лака артиљеријска ракетна бригада ПВО - ОМЧ - оклопно-механизована чета - Позадинска чета (батаљон) - Диверзантско одјељење - Снајперско одјељење - Јуришни батаљон |

Током јесени 1994. године долази до нових промена у саставу бригаде, услед којих 7. и 8. пешадијски батаљони постају делом Прве романијске пешадијске бригаде, док 5. пешадијски батаљон и чета Семизовац улазе у састав Треће сарајевске бригаде. Због ових промена се људство бригаде смањује на 3.150 бораца. У овом облику бригада дочекује крај рата.

## Наоружање
Бригада је у првој години рата поседовала наоружања довољног за две лаке пешадијске бригаде. С обзиром да до поделе бригаде никад није дошло, наоружање је обједињено, због чега је било могуће направити један МАД и једну ОМ чету. Бригада је поседовала следећу ватрену моћ:
| - Пушкомитраљез - 491 - Митраљез - 24 - М-80 Зоља - 81 - М-79 Оса - 15 - Минобацач 60 мм - 21 - Минобацач 82 мм - 18 | - Минобацач 120 мм - 14 - Бестрзајни топ 82 - 9 - ПАТ - 32 - ПАМ - 13 - Топ Б-1 - 6 - Прага - 2 | - ЗИС - 5 - Топ Т-12 - 5 - Хаубица 105 мм - 4 - Хаубица 122 мм - 4 - Вишецевни бацач ракета - 2 | - Тенк - 6 - Оклопни транспортер - 1 - Борбено возило пешадије - 2 - Борбено оклопно возило - 2 - Лансер авио-бомби - 1 |

## Историја
Илијашка бригада формирана је 20. маја 1992. године, са командним место у основној школи „27. јули“ у Илијашу. У почетку, бригада је носила назив „Прва илијашка бригада“, јер је било предвиђено формирање још једне лаке пешадијске бригаде на територији општине Илијаш. До ове поделе, међутим, никад није дошло.

## Ратни пут
Почетком маја 1992. године долази до првих војних окршаја са јединицама АРБиХ, које покушавају да сламањем Илијаша прекину обруч око Сарајева. До краја исте и већим делом наредне године, бригада је ангажована на стабилизовању линија одбране и запоседању повољних коти на додиру са непријатељем. Током 1994. године, бригада прелази у активну одбрану. У јуну 1995. године, бригада је стављена на велико искушење током покушаја АРБиХ да деблокира Сарајево. Упркос жестоким нападима, Илијашка бригада осујећује прекидање пута Семизовац-Средње.